# Turdus chrysolaus
Turdus chrysolaus là một loài chim trong họ Turdidae.